# Canon EOS 650
Canon EOS 650 là máy ảnh phản xạ ống kính đơn 35 mm. Nó được giới thiệu vào ngày 2 tháng 3 năm 1987, kỷ niệm 50 năm của Canon, và ngừng hoạt động vào tháng 2 năm 1989. Đó là máy ảnh đầu tiên trong dòng máy ảnh mới của Canon, được thiết kế từ đầu để hỗ trợ ống kính tự động lấy nét. Hệ thống EOS có ngàm ống kính EF mới, sử dụng tín hiệu điện để liên lạc giữa máy ảnh và ống kính. Điều khiển lấy nét và khẩu độ được thực hiện bởi động cơ điện được gắn trong thân ống kính. Ngàm EF vẫn được sử dụng trên các máy ảnh DSLR của Canon, bao gồm cả các mẫu kỹ thuật số. Các ống kính ngàm FD trước đây của Canon không tương thích với thân máy EOS.
Máy ảnh EOS đầu tiên của Canon có các công nghệ mới nhất, bao gồm bộ vi xử lý và cảm biến BASIS do Canon phát triển để lấy nét chính xác cao. Canon tuyên bố lấy nét tự động không thể so sánh được với EOS 650. Một loạt ống kính lấy nét tự động siêu âm độ chính xác cao (USM) của EF cũng được phát triển thành công cho 650.
Một chiếc EOS 650 đã được sử dụng vào năm 1992 để chụp bức ảnh đầu tiên được tải lên trên World Wide Web, một bức ảnh của ban nhạc Les Horribles Cernettes.
Máy ảnh DSLR EOS 5D Mark III đã được công bố nhân kỷ niệm 25 năm công bố của EOS 650.

## Biến thể

### EOS 620
EOS 620(5/1987) là biến thể thứ hai của EOS 650, với một số cải tiến như: Tốc độ màn trập giới hạn đến 1/4000 giây và đồng bộ flash lớn hơn 1/250s.Ngoài ra còn một số cải tiến như
-Tự tính AEB
-ME(Multi Exposure)
-Tương thích với báng cầm GR20

### EOS 630/600
EOS 630 được thừa hưởng mọi đặc tính của EOS 620 với 1 cải tiến:Tốc độ chụp là 5 fps so với 3 fps của EOS 650/620

### EOS RT
Bài đọc thêm: Canon EOS RT